# 혜충태자
혜충태자(惠忠太子, 750년경(?) - 791년/792년 1월)는 신라하대의 왕족, 왕태자로 본명은 인겸(仁謙)이다. 신라의 제38대 원성왕의 장남이다. 소성왕, 헌덕왕, 흥덕왕, 김충공의 아버지이자 애장왕, 김체명, 민애왕의 할아버지이다.
원성왕 즉위 후 태자에 책봉되었으나 791년 또는 792년에 사망하였다. 시호는 혜충(惠忠)이고, 800년 소성왕 즉위 후 추증되어 혜충왕(惠忠王)에 추봉되었다.

## 생애
아버지는 원성왕이고, 어머니는 각간(角干)을 지낸 김신술(金神述)의 딸 연화부인(蓮花夫人)이다. 동생으로 헌평태자(憲平太子) 의영(義英)과 혜강태자 예영(惠康太子 禮英)이 있다. 785년(원성왕 1)에 왕태자로 책봉됐으나, 791년 1월 또는 792년 1월에 왕위를 잇지 못하고 일찍 죽었다.
그가 죽은 뒤 왕태자에 봉해진 의영도 일찍 죽어 헌평의 시호를 받았고, 셋째 아들인 예영도 왕태자로 임명되었으나 곧 죽었다. 결국 795년 당시 병부령으로 있던 혜충태자의 큰아들 준옹(俊邕)이 태자가 되고, 798년에 원성왕이 죽고 왕위를 계승하였다. 798년 소성왕이 즉위하자 혜충왕(惠忠王)으로 추증되었다. 그리고 애장왕 때에는 5묘(五廟)에 배향되었다. 그의 이른 죽음으로 신라의 왕위계승상 인겸의 후손들과 셋째 동생 예영의 후손들 사이에 왕위쟁탈전이 일어나 정치가 혼란해졌다.

## 가계
- 부왕 원성왕(元聖王, ? ~798, 재위:785~798)
- 모후 숙정부인(淑貞夫人)
  - 동생 : 헌평태자(憲平太子) 의영(義英)
  - 동생 : 혜강왕 예영(惠康王 禮英)
  - 누이 : 대룡부인(大龍夫人)
  - 누이 : 소룡부인(小龍夫人)
- 부인 : 성목태후 김씨(聖穆太后)
  - 아들 : 소성왕(昭聖王, 773~800)
    - 손자 : 애장왕(哀莊王, 788~809)
    - 손자 : 김체명(金體明, ? ~ 809)
    - 손녀 : 장화부인(章和夫人) - 흥덕왕의 왕비

  - 아들 : 헌덕왕(憲德王, 775~826)
    - 손자 : 김장렴(金張廉)

  - 아들 : 흥덕왕(興德王, 777~836)
  - 며느리 : 장화부인(章和夫人) - 소성왕의 딸
    - 손자 : 김능유(金能儒)

  - 아들 : 김충공(金忠恭, ? ~ 835년)
  - 며느리 : 귀보부인(貴寶夫人) - 선의태후(宣懿太后)에 추증
    - 손자 : 민애왕
    - 손녀 : 문목왕후(文穆王后)
- 후궁 : 포도부인 박씨(包道夫人) - 김헌정에게 재가
  - 아들 : 희강왕(僖康王)
  - 딸 : 귀보부인(貴寶夫人)

## 같이 보기
- 신라 하대
- 헌평태자
- 혜강태자
- 원성왕
- 소성왕
- 애장왕